# Клиффорд, Бетси
Элизабет Энн «Бетси» Клиффорд, в замужестве Хиггинс (англ. Elisabeth Anne "Betsy" Clifford-Higgins; род. 15 октября 1953, Оттава) — канадская горнолыжница, выступавшая в слаломе, гигантском слаломе и скоростном спуске. Представляла сборную Канады по горнолыжному спорту в 1968—1976 годах, чемпионка мира, победительница трёх этапов Кубка мира, обладательница малого Хрустального глобуса, семикратная чемпионка канадского национального первенства, участница двух зимних Олимпийских игр.

## Биография
Бетси Клиффорд родилась 15 октября 1953 года в Оттаве. Впервые встала на лыжи в возрасте трёх лет, каталась по склонам горнолыжного курорта Camp Fortune в Челси, принадлежавшего её отцу. В 12 лет одержала победу на чемпионате Канады среди юниоров, а в 13 в 1967 году выиграла национальное первенство среди взрослых спортсменок.
В 1968 году вошла в основной состав канадской национальной сборной и благодаря череде удачных выступлений удостоилась права защищать честь страны на зимних Олимпийских играх в Гренобле — в слаломе не финишировала, в гигантском слаломе была дисквалифицирована, тогда как в программе скоростного спуска заняла итоговое 23 место.
Наибольшего успеха в своей спортивной карьере добилась в сезоне 1969/70, когда на чемпионате мира в Валь-Гардене обошла всех своих соперниц в гигантском слаломе и тем самым завоевала золотую медаль — стала самой молодой чемпионкой мира по горнолыжному спорту в истории, побив рекорд британки Эсме Маккиннон, установленный в 1931 году (на тот момент ей было 17 лет 2 месяца и 17 дней). Эта победа также пошла в зачёт Кубка мира, и в итоговом протоколе всех дисциплин Клиффорд расположилась на седьмой строке. По итогам сезона была включена в Зал славы канадского спорта.
В следующем сезоне Бетси Клиффорд добавила в послужной список ещё две победы на этапах Кубка мира и получила малый Хрустальный глобус в слаломе. С этого времени является членом Канадского олимпийского зала славы.
Побывала на мировом первенстве 1974 года в Санкт-Морице, откуда привезла награду серебряного достоинства, выигранную в скоростном спуске — на финише уступила только титулованной австрийке Аннемари Мозер-Прёль.
Находясь в числе лидеров горнолыжной команды Канады, благополучно прошла отбор на Олимпийские игры в Инсбруке. В слаломе шла тринадцатой после первой попытки, но во второй попытке финишировать не смогла и не показала никакого результата. В гигантском слаломе и скоростном спуске в обоих случаях заняла 22 место.
Вскоре по окончании инсбрукской Олимпиады в возрасте 22 лет приняла решение завершить спортивную карьеру. Является семикратной чемпионкой Канады по горнолыжному спорту: трижды побеждала в слаломе (1973, 1974, 1976), два раза в гигантском слаломе (1973, 1975) и два раза в комбинации (1973, 1975).
Приходится племянницей канадскому горнолыжнику Харви Клиффорду, участвовавшему в Олимпийских играх 1948 года в Санкт-Морице.